# Чезароло (Венеција)
Чезароло (итал. Cesarolo) је насеље у Италији у округу Венеција, региону Венето.
Према процени из 2011. у насељу је живело 1651 становника. Насеље се налази на надморској висини од 4 м.